# Allenwiller
Allenwiller – miejscowość i dawna gmina we Francji, w regionie Grand Est, w departamencie Dolny Ren. W 2013 roku jej populacja wynosiła 542 mieszkańców.
W dniu 1 stycznia 2016 roku z połączenia czterech ówczesnych gmin – Allenwiller, Birkenwald, Salenthal oraz Singrist – utworzono nową gminę Sommerau. Siedzibą gminy została miejscowość Allenwiller.